# 大法螺属

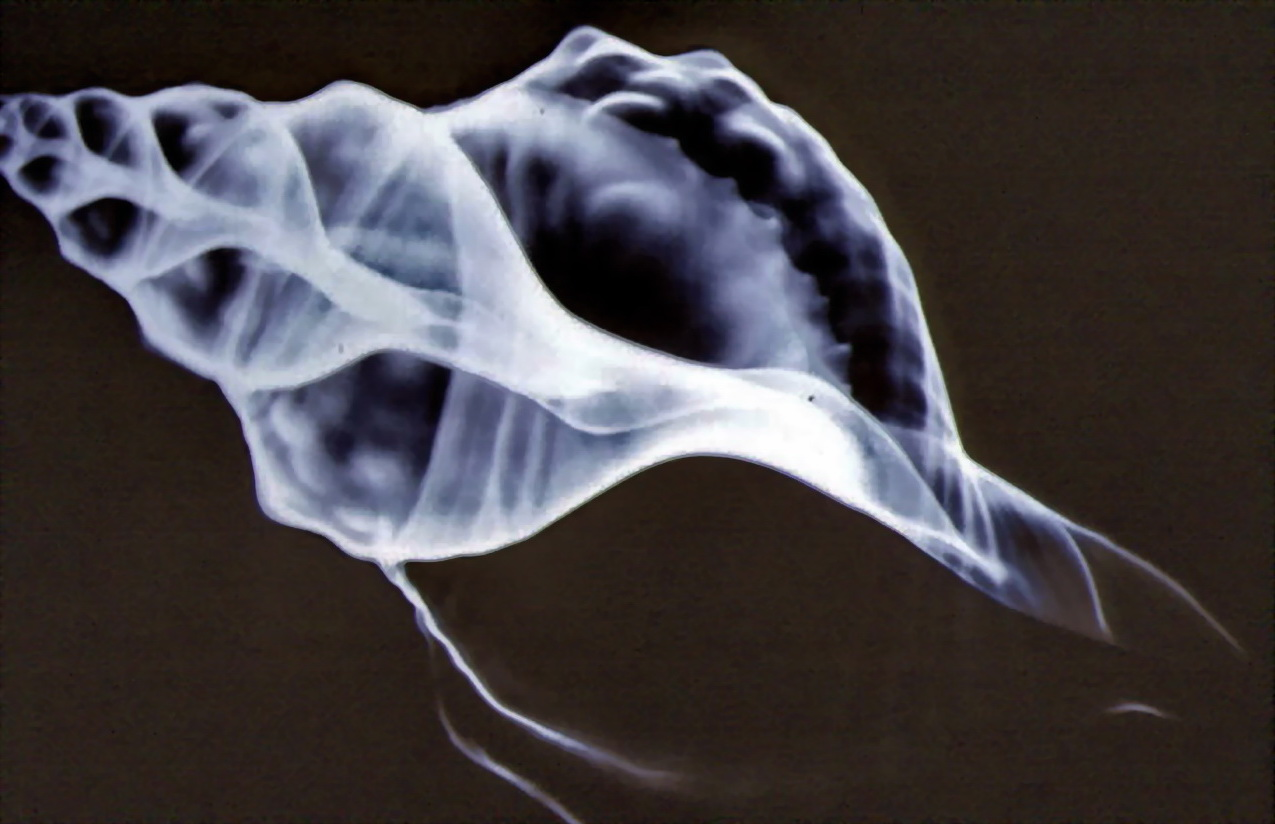
一枚Charonia lampas螺殼的X射线影像

大法螺属是一种體型非常大的海螺的属。它们屬於大法螺科（Charoniidae）的海洋腹足纲软体动物，是一個单型科。這些物種是棘冠海星的少数天敌之一。

## 詞源
本屬舊作Tritonium，但因為這個學名已被O.F. Müller (1776)用於峨螺科另一個腹足綱的屬，所以改用今名。這個學名源於希腊神话中海神波塞冬的兒子特里同，因為他的形象經常都舉起一個大海螺作號角使用。

## 化石紀錄
该属的化石记录可以追溯到白垩纪。世界各地的海相地层中均有发现。

## 形態描述
大法螺属的物种具有大型的紡錘形螺壳，通常呈白色，带有棕色或黄色斑纹。
棲息於印度洋-太平洋海域的大法螺（[Charonia tritonis] 错误：{{Lang}}：语言代码：xm 无法识别（帮助） Linnaeus, 1758）最長可長至半米。
Charonia variegata（Lamarck, 1816）的體型相較小一點，殼長只有100—385（3.9—15.2英寸），但與其他腹足綱物種比較，仍然屬於非常大的一群。牠們棲息於大西洋西部，北起美國北卡罗来纳州，南至巴西。

## 分布
本屬物種分布於全世界的温带及热带海域。

## 習性
大法螺屬物種並非雌雄同體，而是每個個體都有自己性別的雌雄異體，會進行有性生殖，作體內受精。雌體在受精後會把卵筴成簇的排放出來。每個卵筴都包括有多個發育中的幼体。當幼體從卵囊孵化出來時，已能自由游泳，進入浮游生物階段，在開闊水域漂流約三個月。這習性與其他肺螺類及後鰓類腹足纲软体动物不同，反而跟嵌線螺科的物種相似，所以過往本屬曾被歸類到嵌線螺（亞）科。

## 分類
本屬在2005年的《布歇特和洛克羅伊的腹足類分類》屬於法螺科之下的梭法螺亞科（Cymatiinae Iredale, 1913 (1854)；但在2017年的《布歇特等人的腹足類分類》，本屬從梭法螺亞科獨立出來成為單獨一個科。

### 种和亚种
本屬包括下列各物種：

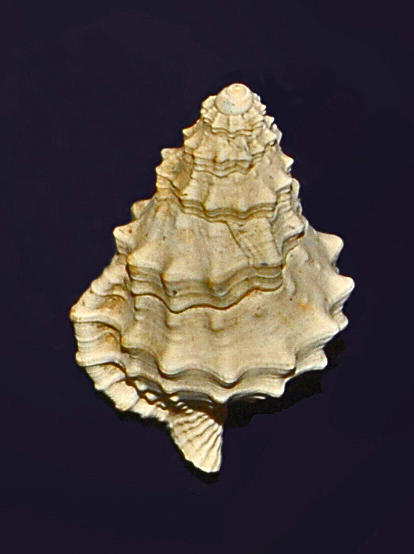
Fossil shell of Charonia appenninica from Pliocene of Italy

- Charonia guichemerrei Lozouet, 1998 †
- 白法螺 Charonia lampas (Linnaeus, 1758)
- Charonia marylenae Petuch & Berschauer, 2020
- Charonia seguenzae（英语：Charonia seguenzae） (Aradas & Benoit, 1872)
- 大法螺 Charonia tritonis (Linnaeus, 1758)
- Charonia variegata (Lamarck, 1816) - Caribbean Triton's trumpet
- Charonia veterior  Lozouet, 1999 †

異名：
- Charonia capax Finlay, 1926: synonym of Charonia lampas (Linnaeus, 1758)
- Charonia digitalis (Reeve, 1844): synonym of Maculotriton serriale（英语：Maculotriton serriale） (Deshayes, 1834)
- Charonia eucla Hedley, 1914 : synonym of Charonia lampas (Linnaeus, 1758)
- Charonia eucla instructa Iredale（英语：Tom Iredale）, 1929: synonym of Charonia lampas (Linnaeus, 1758)
- Charonia grandimaculatus Reeve: synonym of Lotoria grandimaculata（英语：Lotoria grandimaculata） (Reeve, 1844)
- Charonia maculosum（英语：Charonia maculosum） Gmelin: synonym of Colubraria maculosa (Gmelin, 1791) (new combination)
- Charonia mirabilis Parenzan, 1970: synonym of Charonia lampas (Linnaeus, 1758)
- Charonia nodifera(Lamarck, 1822): synonym of Charonia lampas (Linnaeus, 1758)
- Charonia poecilostoma Smith, 1915: synonym of Ranella gemmifera（英语：Ranella gemmifera） (Euthyme, 1889)
- Charonia powelli Cotton, 1957 : synonym of Charonia lampas (Linnaeus, 1758)
- Charonia rubicunda (Perry, 1811): synonym of Charonia lampas (Linnaeus, 1758)
- Charonia sauliae (Reeve, 1844): synonym of Charonia lampas (Linnaeus, 1758)
- Charonia seguenzae (Aradas & Benoit, 1872):  synonym of Charonia variegata (Lamarck, 1816)
- Charonia variegatus Reeve: synonym of Charonia variegata (Lamarck, 1816)

## 圖庫

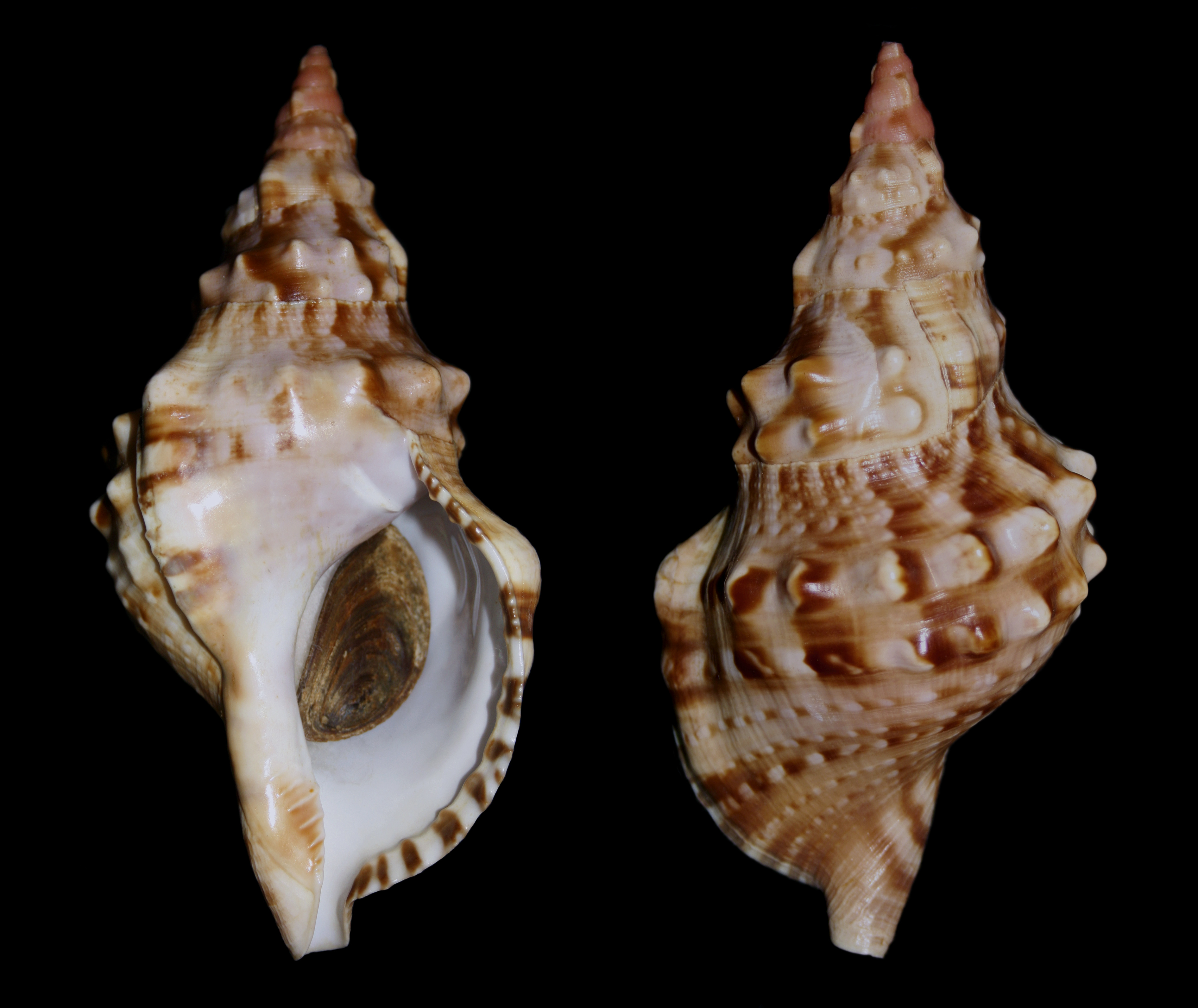
白法螺（Charonia lampas）
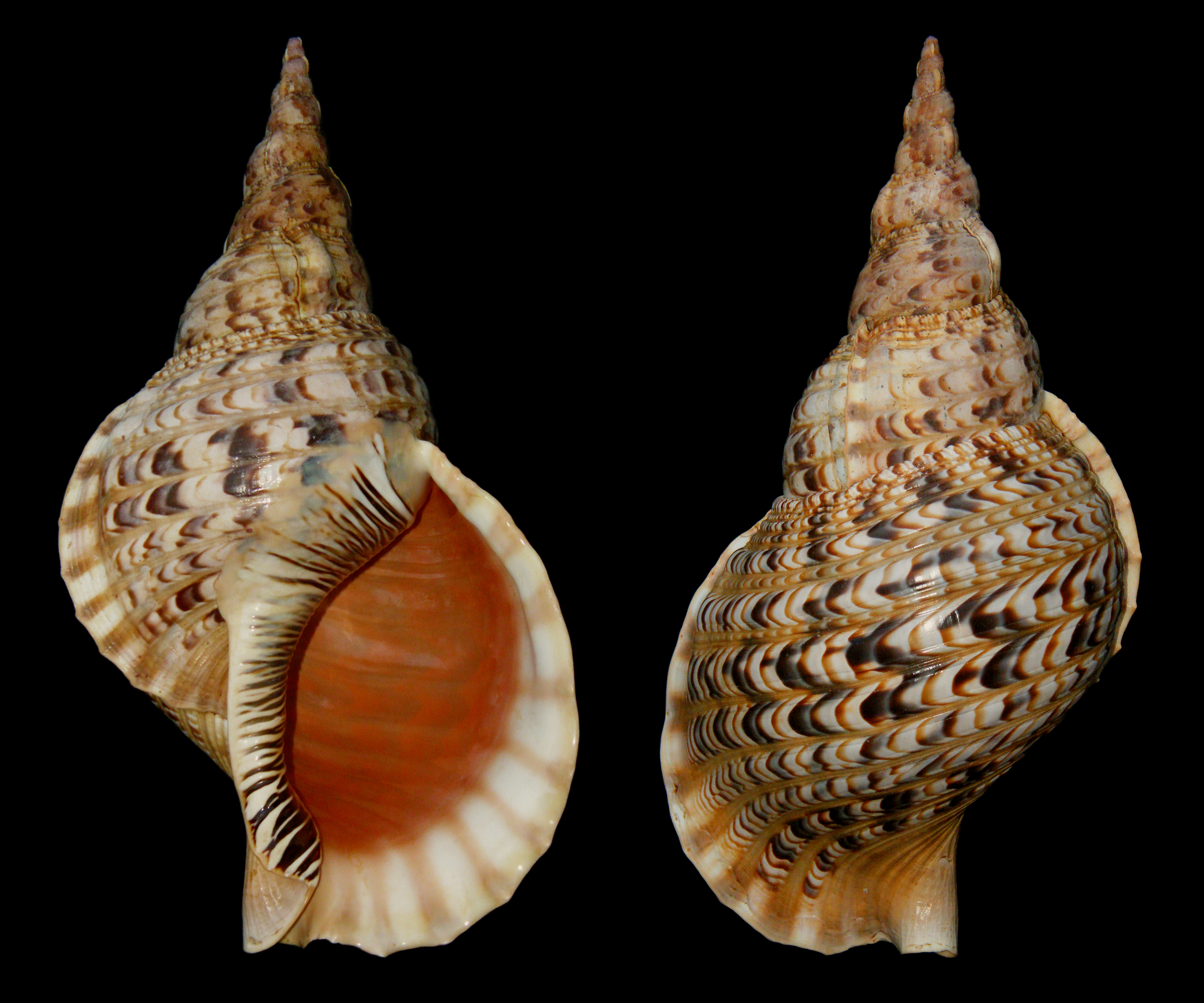
大法螺（Charonia tritonis）
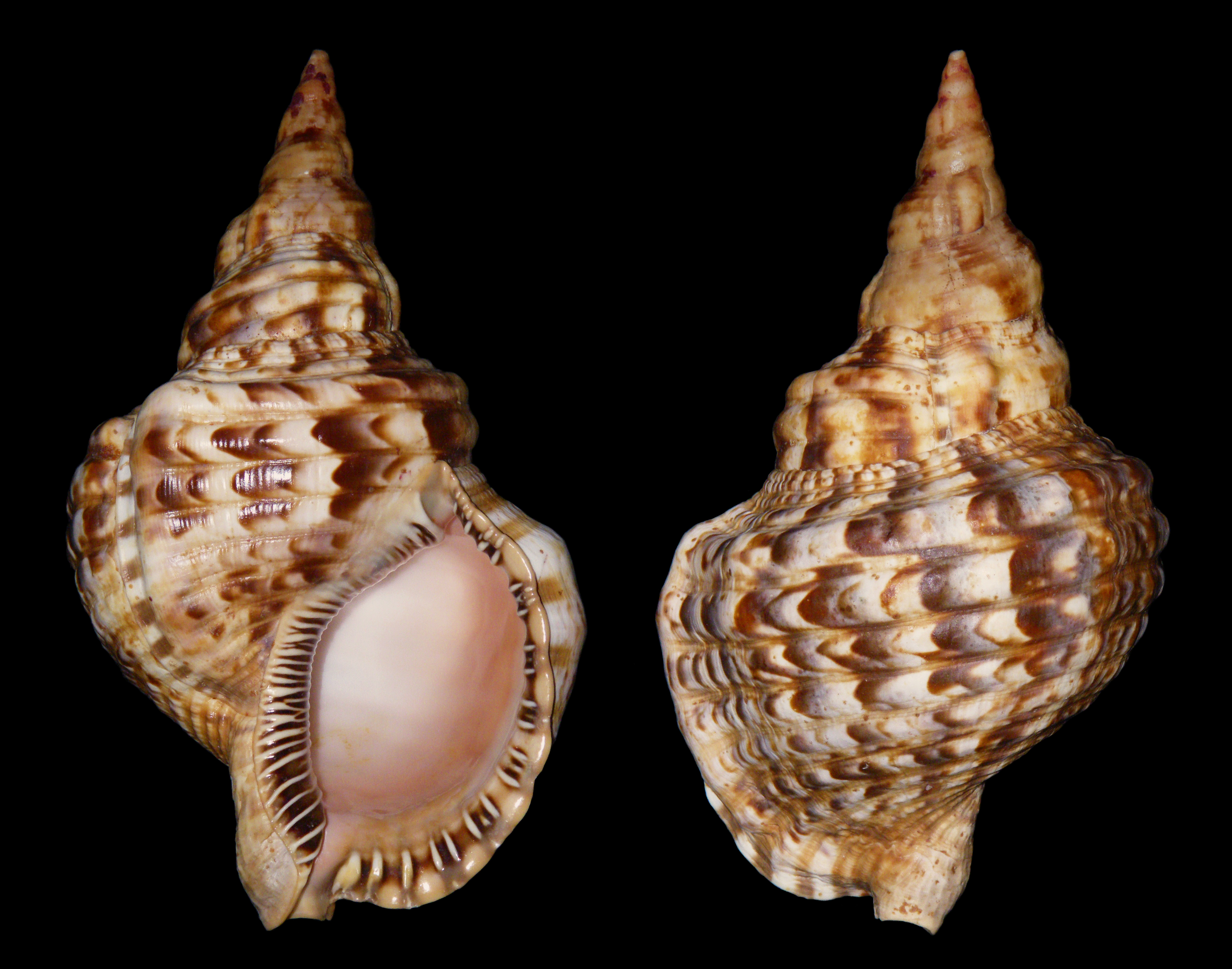
Charonia variegata

## 外部連結
- .   [2025-02-23]. （原始内容存档于2012-01-17） （英语）.